# A Morte jogando xadrez
A Morte jogando xadrez (em sueco: Döden spelar schack) é uma pintura monumental na Igreja Täby, localizada nos arredores de Estocolmo, na Suécia. Foi pintada por volta de 1480-1490, pelo pintor medieval sueco Albertus Pictor.
A pintura retrata um homem e um esqueleto em um Tabuleiro de xadrez. Acima deles está uma fita, agora desvanecida, que uma vez dizia "Jak spelar tik matt", "Eu dou xeque-mate em ti".
Uma cópia do mural é armazenada nas coleções do Museu Sueco de História em Estocolmo.

## Análise
O artista nasceu com o nome de Albrecht, e às vezes era chamado de Immenhusen, após a vila Immenhusens em Hesse, Alemanha. Supõe-se que Albertus tenha tido educação formal em algum local no Sul da Alemanha.
As suas obras representam uma combinação única de qualidade e quantidade, tendo realizado trabalhos em 36 igrejas nas regiões de Mullardalen e Norrbotten, destacando-se como o artista mais ativo na pintura da igreja sueca da segunda metade do século 15. Diferente de outros artistas do mesmo período, Albertus se destacava pelo brilhantismo de suas obras, devido a sua extensão e diversidade incomuns de sua performance técnica. Este mural representa como um cavaleiro joga xadrez com a Morte e habilmente retrata os personagens com proporções anatômicas precisas, combinando-as com roupas e armas, dando uma visão relativamente realista.
O mural inspirou o diretor Ingmar Bergman na criação do filme O sétimo selo em 1957.